# Roberto Vichi
Roberto Vichi (Roma, 1º giugno 1954) è un dirigente sportivo ed ex calciatore italiano, di ruolo libero.

## Carriera

### Giocatore
Cresciuto nel vivaio della Roma (dove entrò all'età di 9 anni), conquistò con i capitolini due scudetti Primavera nel 1973 e 1974, giocando come capitano della squadra al fianco di Bruno Conti, Francesco Rocca e Agostino Di Bartolomei. Nel 1974, chiuso nel suo ruolo da Sergio Santarini, passò insieme a Claudio Ranieri al Catanzaro allenato da Gianni Di Marzio. In Calabria diventò subito titolare; la squadra sfiorò la promozione in Serie A nel 1974-1975 e la raggiunse nella stagione successiva, nella quale disputò 36 partite. Esordì nella massima serie il 3 ottobre 1976, contro il Napoli, e disputò 26 partite nella stagione che vede i giallorossi concludere al penultimo posto e ritornare in Serie B.

Un giovane Vichi (accosciato, terzo da sinistra) con la squadra Primavera della Roma nel 1974

Dopo la retrocessione la Roma, ancora comproprietaria del cartellino del giocatore, lo riscattò, per poi girarlo al Como, in Serie B. Dopo aver disputato 3 partite con i lariani, nel mercato di riparazione autunnale passò all'Alessandria, con cui disputò 28 partite nel campionato di Serie C 1977-1978 concluso a centroclassifica. Rientrato alla Roma, venne ceduto (prima in prestito e poi definitivamente) al Piacenza, ancora in terza serie, rimanendovi per tre stagioni: titolare nella prima e nell'ultima, rimase vittima di un grave infortunio nella stagione 1979-1980, che limitò a 15 le sue presenze in campionato.
Militò successivamente in Serie C2 con la maglia del Teramo e quindi per tre stagioni nel Sorrento, conquistando nell'ultima la promozione in Serie C1. Chiuse la carriera nella Lucchese e nel Pro Cisterna.

### Allenatore e dirigente
Dopo aver appeso gli scarpini al chiodo ha prima intrapreso la carriera di allenatore con l'Albalonga, poi ha ricoperto la carica di responsabile del settore giovanile della stessa società. Dal 2000 è stato nominato responsabile del settore giovanile dell'Anziolavinio  ricoprendo poi il ruolo di Direttore Generale e conquistando la Serie D. Finita l'esperienza con l'Anziolavinio, ricopre il ruolo di direttore generale della Polisportiva Città di Ciampino conquistando anche qui la Serie D.Nello stesso periodo è osservatore per conto della Juventus nel Centro Italia e ci rimane per 11 anni, chiamato a questo ruolo da Claudio Ranieri. Lascia l'incarico con il Citta Di Ciampino nell'estate 2016, dopo cinque anni  e torna alla Roma come Responsabile degli Osservatori del Settore Giovanile. Dal 2018 è responsabile scouting della Roma Femminile e dal luglio 2025 è responsabile scouting del settore giovanile della Roma.

## Palmarès

### Giocatore

#### Competizioni giovanili
- Campionato Primavera: 2

Roma: 1972-1973, 1973-1974
- Coppa Italia Primavera: 1

Roma: 1973-1974

#### Competizioni nazionali
Campionato Serie B Catanzaro 1975-1976
- Campionato italiano Serie C2: 1

Lucchese: 1985-1986 (girone A)
Campionato italiano Serie C2 Sorrento
1984-1985